# Redlichia
Redlichia – rodzaj stawonogów z wymarłej gromady trylobitów, z rzędu Redlichiida.
Żył w okresie wczesnego kambru (ok. 524-518,5 mln lat temu). Jego skamieniałości znaleziono w Australii.

## Gatunki
- Redlichia advialis (Öpik, 1970)
- Redlichia amadeana (Öpik, 1970)
- Redlichia chinensis (Walcott, 1905)
- Redlichia creta (Öpik, 1970)
- Redlichia endoi (Lu, 1950)
- Redlichia forresti (Etheridge, 1890)
- Redlichia guizhouensis (Zhou, 1974)
- Redlichia gumridgensis (Laurie, 2004)
- Redlichia idonea (Whitehouse, 1939)
- Redlichia lepta (Öpik, 1970)
- Redlichia petita (Öpik, 1970)
- Redlichia mayalis (Öpik, 1970)
- Redlichia micrograpta (Öpik, 1970)
- Redlichia takooensis (Lu, 1950)
- Redlichia venulosa (Whitehouse, 1939)
- Redlichia versabunda (Öpik, 1970)
- Redlichia vertumnia (Öpik, 1970)